# Сикдер, Сирадж
Сирадж Сикдер (бенг. সিরাজ শিকদার, 27 сентября 1944 — 2 января 1975) — бенгальский революционер-маоист и активный участник национально-освободительного движения в Бангладеш. Основатель Пролетарской партии Восточной Бенгалии и командир партизанских действий во время войны за независимость в Паярабагане, Барисал (1971) и после неё в Читтагонгских холмах (1972—1975). Убит правительственными силами в полицейском участке.